# Primus Classic Impanis-Van Petegem 2015
La Primus Classic Impanis-Van Petegem 2015, quinta edizione della corsa, valida come evento classe 1.HC dell'UCI Europe Tour 2015, si svolse il 19 settembre 2015 su un percorso di 199,2 km. Fu vinta dal belga Sean De Bie, che terminò la gara in 4h 31' 14" alla media di 44,07 km/h, precedendo l'altro belga Dimitri Claeys e l'olandese Floris Gerts.
Dei 153 ciclisti alla partenza 109 completarono la competizione.

## Squadre partecipanti
| N.    | Cod. | Squadra                     |
| ----- | ---- | --------------------------- |
| 1-8   | BMC  | BMC Racing Team             |
| 11-18 | EQS  | Etixx-Quick Step            |
| 21-28 | LTS  | Lotto-Soudal                |
| 31-38 | TGA  | Team Giant-Alpecin          |
| 41-48 | TLJ  | Team Lotto NL-Jumbo         |
| 51-58 | TCS  | Tinkoff-Saxo                |
| 61-68 | TFR  | Trek Factory Racing         |
| 71-78 | AND  | Androni Giocattoli-Sidermec |
| 81-87 | BOA  | Bora-Argon 18               |
| 91-98 | BSE  | Bretagne-Séché              |

| N.      | Cod. | Squadra                        |
| ------- | ---- | ------------------------------ |
| 101-108 | CCC  | CCC Sprandi Polkowice          |
| 111-118 | ROP  | Roompot-Oranje Peloton         |
| 121-128 | EUC  | Team Europcar                  |
| 131-138 | TSV  | Topsport Vlaanderen-Baloise    |
| 141-148 | WGG  | Wanty-Groupe Gobert            |
| 151-156 | CCB  | Color Code-Arden Beef          |
| 161-168 | PCW  | T.Palm-Pôle Continental Wallon |
| 171-178 | VGS  | Vastgoedservice-Golden Palace  |
| 181-188 | WIL  | Veranda's Willems Cycling Team |
| 191-198 | WBC  | Wallonie-Bruxelles             |

## Ordine d'arrivo (Top 10)
| Pos. | Corridore        | Squadra      | Tempo    |
| ---- | ---------------- | ------------ | -------- |
| 1    | Sean De Bie      | Lotto-Soudal | 4h31'14" |
| 2    | Dimitri Claeys   | Verandas W.  | a 1"     |
| 3    | Floris Gerts     | BMC Racing   | s.t.     |
| 4    | Danny van Poppel | Trek         | s.t.     |
| 5    | Jempy Drucker    | BMC Racing   | s.t.     |
| 6    | Roy Jans         | Wanty-Gobert | s.t.     |
| 7    | Mike Teunissen   | Lotto-Jumbo  | s.t.     |
| 8    | Raymond Kreder   | Roompot      | s.t.     |
| 9    | Thomas Boudat    | Europcar     | s.t.     |
| 10   | Olivier Pardini  | Verandas W.  | s.t.     |